# Julie Meadows

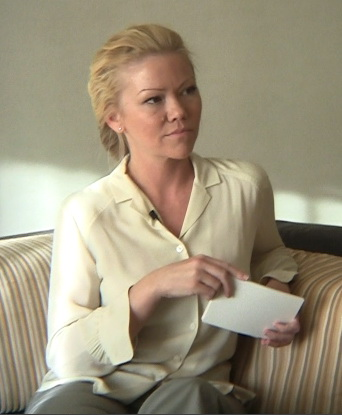
Julie Meadows

Julie Meadows (* 3. Februar 1974 als Lydia Gray in Texarkana, Texas) ist eine US-amerikanische Pornodarstellerin.
Im Alter von 17 zog sie nach Dallas und begann als Stripperin in Clubs zu arbeiten. Später ging sie nach Los Angeles und arbeitete im Hardcore-Geschäft. Ihr wird eine Ähnlichkeit mit der Schauspielerin Julia Stiles nachgesagt. Sie wurde für ihre Nebenrolle in dem mit insgesamt acht AVN Awards ausgezeichneten Film Fade to Black mit Taylor Hayes des Regisseurs Paul Thomas aus dem Jahre 2001 ausgezeichnet.
Meadows heiratete im Jahre 1992, wurde geschieden und lebt seit 2005 in zweiter Ehe, aus der bislang ein Sohn hervorging.

## Filmografie (Auswahl)
- 2000: Adrenaline
- 2000: Watchers
- 2000: Gladiator
- 2001: Fade to Black
- 2001: Succubus
- 2002: Sinful Rella
- 2002: Cursed

## Auszeichnungen
- 2002: AVN Award als „Best Supporting Actress – Film“ (Fade to Black)